# Хемлін Маргарита Михайлівна
Маргарита Михайлівна Хемлін (нар. 6 липня 1960, Чернігів, Українська РСР — пом. 24 жовтня 2015, Москва, Росія) — єврейська письменниця.

## Біографія
Народилася 1960 року в сім'ї виконроба Михайла Соломоновича Хемліна (1928—2007) з містечка Остер та інструктора з лікувальної фізкультури Віри Айзіківни Меєровської (1928—?). Навчалася в Московському Літературному інституті імені О. М. Горького (1980—1985), у поетичному семінарі Лева Озерова. Після закінчення інституту працювала в ЖЕКу, посудомийкою в кафе, потім у видавництві журналу «Фізкультура і спорт», театральним оглядачем у відділі культури «Независимой газеты» (1991—1992), у відділі мистецтва газети «Сегодня» (1993—1996), редактором відділу політики в журналі «Підсумки», шеф-редактором Дирекції оформлення ефіру (промо та дизайн) на Першому каналі телебачення (1996—2007). За її участі було відновлено в ефірі «Хвилина мовчання», яка не виходила в 1992—1995 роках після розпаду СРСР.
Перша художня публікація — повість «Заборонений прийом» у збірнику «Заборонений прийом: Спортивний детектив» (випуск 3, 1991, разом з Анатолієм Беліковим).
Дебютувала самостійно в 2005 році циклом оповідань «Прощання єврейки» в журналі «Прапор» (№ 10). Стала лауреаткою щорічної премії «Прапора» за підсумками 2007 року за повісті з цього циклу — «Про Берту» та «Про Йосипа» (премія «Глобус» призначена Всеросійською державною бібліотекою іноземної літератури ім. М. І. Рудоміно).
Дебютна збірка оповідань «Жива черга» увійшла до шорт-листа премії «Велика книга» (2008). Повість М. Хемлін «Третя світова Баси Соломонівни» була включена до складеної Асаром Еппелем і названу за нею антологією «Третя світова Баси Соломонівни» (серія «Проза єврейського життя», видавництво «Текст», 2008).
Маргарита Хемлін — авторка романів «Клоцвог» (2009, шорт-лист премії «Російський Букер» в 2010 році), «Крайній» (2010, лонг-лист премії «Велика книга» у 2011 році) та «Дізнавач» (2012 у лонг-листі премії «Велика книга» 2013 року, шорт-листі премії «Російський Букер» 2013 року, шорт-листі премії НІС 2013 року, лауреат спеціальної премії «Інспектор НІС» 2014 року за найкращий пострадянський детектив). Роман «Искальщик» вийшов посмертно в 2017 році.
З 2012 року була членом журі премії імені О. Генрі «Дари волхвів» (Нью-Йорк).

## Родина
- Сестра-близнючка — літераторка Алла Михайлівна Цитриняк (Хемлін), випусковий редактор «Незалежної газети» (у співавторстві з нею написана біографія великої княгині Єлизавети Федорівни); нею був закінчений посмертно виданий роман Маргарити Хемлін «Искальщик», авторка роману «Заморок» (2018)[4].
- Чоловік — письменник і перекладач Вардван Варткесович Варжапетян (нар. 1941). Маргариті Хемлін присвячена його книга «Пазл-мазл. Записки гросмейстера» (2010).[5]

## Книги
- Заборонений прийом (спільно з Анатолієм Беліковим). У збірці «Заборонений прийом: Спортивний детектив» (випуск 3, укладач В. В. Васильєв). Москва: Фізкультура і спорт, 1991.
- Єлизавета Федорівна, велика княгиня: біографія (спільно з Аллою Цитриняк під загальним псевдонімом Віра Майорова). М.: Захаров, 2001 (перероблене видання — 2003); третє видання — Велика княгиня Єлизавета Федорівна (під власними іменами — Алла Цитриняк і Маргарита Хемлін). М.: Всеросійська державна бібліотека іноземної літератури імені М. В. Рудоміно, 2009. — 428 с.
- Жива черга (авторська збірка). М.: Вагриус, 2008 (повісті «Про Берту», «Про Йону», «Про Йосипа», «Про Женю», «Про Клару»; оповідання з циклу «Прощання єврейки»: «Третя світова Баси Соломонівни», «Молитва», «Гарднер», «Резонанс», «Нога», «Зустріч», «Змінник», «Темна справа», «Жаботинська», «Залізяка», «Втрата»).
- Клоцвог. М.: Всеросійська державна бібліотека іноземної літератури імені М. В. Рудоміно, 2009.
- Крайній. М.: Всеросійська державна бібліотека іноземної літератури ім. М. В. Рудоміно, 2010.
- Margarita Chemlin. Die Stille um Maja Abramowna (роман «Клоцвог» німецькою мовою). Übersetzt von Olga Radetzkaja. Берлін: Jüdischer Verlag, 2012.[6]
- Дізнавач (роман). М.: Астрель, 2012, 2014.
- Про Йону (авторська збірка). М.: АСТ, 2013 (роман «Клоцвог»; повісті з циклу «Жива черга»: «Про Берту», «Про Йону», «Про Йосипа», «Про Женю», «Про Клару»; оповідання з циклу «Прощання єврейки»: «Третя Світова Баси Соломонівни», «Молитва», «Гарднер», «Резонанс», «Нога», «Зустріч», «Змінник», «Темна справа», «Жаботинська», «Залізяка», «Втрата», «Серце матері», «Лазар і короп», «Попіл»).
- Margarita Khemlin. La terza guerra mondiale e altri racconti (італійською мовою). Traduzione di Paola Buscaglione Candela. Firenze: Giuntina, 2013.
- Margarita Khemlin. The Investigator (роман «Дізнавач» англійською мовою). Translated by Melanie Moore. 's-Hertogenbosch: Glagoslav Publications, 2015. — 340 p.
- Margarita Khemlin. L Investigateur (роман «Дізнавач» французькою мовою). Traduit par Bernard Kreise. Paris: Éditions Noir sur Blanc, 2016.
- Искальщик (роман). М.: Corpus, 2017. — 288 с.
- Margarita Khemlin. Klotsvog. Translated by Lisa C. Hayden. New York: Columbia University Press, 2019. — 272 pp.